# Tanja Maljartschuk
Tetiana « Tanja » Volodymyrivna Maljartschuk (en ukrainien : Тетяна "Таня" Володимирівна Малярчук), née en 1983 à Ivano-Frankivsk, est une écrivaine, journaliste, essayiste ukrainienne.

## Biographie

### Études
Née et a grandi à Ivano-Frankivsk, Tanja Maljartschuk, a étudié la philologie dans sa ville natale à l'Université nationale subcarpatique Vassyl Stefanyk où elle y a été diplômée avec mention.

### Carrière professionnelle
Tanja Maljartschuk commence sa carrière professionnelle en tant que journaliste à Kiev dans plusieurs chaînes de télévision comme 5 Kanal, puis dans "Warning with Mykola Veresen", une émission d'enquêtes journalistiques.
En parallèle de sa carrière littéraire, Tanja Maljartschuk, continue son travail de journaliste en écrivant des chroniques et essais pour la partie web de journaux ukrainien et allemand comme le Die Zeit Online et Deutsche Welle dans la catégorie des textes libres,,.
En 2011, Tanja Maljartschuk quitte Kiev et s'installe à Vienne.

### Carrière littéraire
Elle commence sa carrière littéraire par la publication de plusieurs volumes d'histoires courtes : Ендшпіль Адольфо, або троянда для Лізи [« Fin de partie d'Adolfo, ou Une Rose pour Lisa »] en 2004, Згори вниз. Книга страхів [« De haut en bas. Le Livre des peurs »] et Як я стала святою [« Comment je suis devenu un saint »] en 2006, Говорити [« Parler »] en 2007, et Звірослов [« Bestiaire »] en 2009.
En 2009, son premier recueil de nouvelles traduit en allemand sous le nom Neunprozentiger Haushaltsessig lance sa carrière internationale. Néanmoins, ce n'est qu'en 2012, que son premier roman Біографія випадкового чудаs [« Biographie d'un miracle accidentel »] est publié. En 2014, Звірослов [« Bestiaire »] est publié en allemand sous le nom Von Hasen und anderen Europäern: Geschichten aus Kiew. En 2016, sort son deuxième roman Забуття [« Oubli »] pour lequel, elle reçoit le prix du livre de l'année de la BBC ukrainienne. En 2018, elle publie son premier roman pour enfant MOX NOX [«Bientôt la nuit »] ainsi que son premier texte littéraire écrit en allemand, la nouvelle Frösche im Meer [« Grenouilles dans la mer »], pour laquelle elle reçut le prix Ingeborg Bachmann. Cette nouvelle est un texte inédit qu'elle a lu au Festival de la littérature de langue allemande.
En plus d'être traduites en allemand depuis 2009, d'abord par Residenz Verlag puis par d'autres éditeurs, les œuvres de Tanja Maljartschuk sont aussi traduites dans une dizaine d'autres langues dont l'anglais,. C'est la cas, par exemple, de la nouvelle Me and My Sacred Cow qui est publiée dans Best European Fiction 2013, éditée par Aleksandar Hemon. Son roman Біографія випадкового чудаs [«Biographie d'un miracle accidentel »] est traduit et publié en allemand sous le titre Biografie eines zufälligen Wunders en 2013, et en anglais sous le titre A Biography of a Chance Miracle en 2018. De même, pour Забуття [« Oubli »]  qui devient Blauwal der Erinnerung en allemand en 2019 et Forgottenness en anglais en 2024.

## Œuvres
Tanja Maljartschuk écrit en ukrainien et plus récemment en allemand. Ses œuvres ont été publiées dans plus de 10 langues, notamment en allemand, polonais, roumain, anglais, tchèque et biélorusse.

### Style littéraire
Le style d’écriture de Tanja est caractérisé par sa plume qui paraît simpliste  mais qui se révèle être un discours poignant mêlant humour et satire sur un fond de critique sociale. Elle contribue à la diffusion de l’histoire ukrainienne par la désoccultation des évènements dramatiques survenus en Ukraine que ce soit par des recherches historiques ou bien par des procédés narratifs absurdes que l’on retrouve dans ses œuvres.

### Œuvres emblématiques
- Забуття [« Oubli »]

Ce roman de Tanja Maljartschuk publié en 2016 raconte l’histoire d’une jeune autrice, qui est aussi la narratrice du récit, tombant par hasard sur un article d’un certain Vyacheslav Lypynski, figure politique du XIXe siècle et penseur socialiste du mouvement indépendantiste de l’État ukrainien, d’origine polonaise. Elle se retrouve alors plongé dans les recherches pour en apprendre plus sur cet homme avec qui elle partage son attachement  à l’identité ukrainienne.
Забуття est une œuvre qui aborde les thèmes comme la lutte pour la reconnaissance de l'État Ukrainien, l’identité nationale ukrainienne et la culture ukrainienne tout en se questionnant sur la conservation de l’histoire du pays et des mémoires collectives.
- Біографія випадкового чуда [« Biographie d'un miracle accidentel »]

Біографія випадкового чуда de Tanja Maljartschuk explore avec subtilité la culture ukrainienne post-soviétique à travers une critique cachée derrière un récit simpliste. En suivant Lena, une jeune narratrice insensible à la violence omniprésente, l’autrice illustre une société gangrenée par la brutalité, l’absurdité et les vestiges du totalitarisme. Maljartschuk met en lumière les différentes couches d’oppression et de violence, du quotidien trivial aux injustices systémiques, tout en insufflant une touche d’humour noir et d’espoir dans un monde en déclin.
- MOX NOX [« Bientôt la nuit »]

Premier livre jeunesse de Tanja Maljartschuk en collaboration avec l’illustratrice Katya Slonova, MOX NOX est un roman dystopique lugubre dans lequel la terre n’est peuplée seulement que de créatures à l’apparence de chauves-souris. Une renarde volante du nom de Pteropus Teresa part à l’aventure dans le but de découvrir la cause de la disparition des humains sur Terre. Ce roman aborde les thèmes de l’amitié, de l’identité et de l'individualité auxquels sera confrontée la protagoniste principale.

### Œuvres en ukrainien
Elle a écrit cinq recueils de nouvelles, deux romans, un roman jeunesse et un recueil de poèmes en ukrainien,.
- (uk) Ендшпіль Адольфо, або троянда для Лізи [« Fin de partie d'Adolfo, ou Une Rose pour Lisa »] (Recueil de nouvelles), Ivano-Frankivsk, Lileya-NV,‎ 2004.
- (uk) Згори вниз. Книга страхів [« De haut en bas. Le Livre des peurs »] (Recueil de nouvelles), Kharkiv, Folio,‎ 2006. Réédition par Folio en 2008
- (uk) Як я стала святою [« Comment je suis devenu un saint »] (Recueil de nouvelles), Kharkiv, Folio,‎ 2006. Réédition par Folio en 2007
- (uk) Говорити [« Parler »] (Recueil de nouvelles), Kharkiv, Folio,‎ 2007.
- (uk) Звірослов (uk) [« Bestiaire »] (Recueil de nouvelles), Kharkiv, Folio,‎ 2009.
- (uk) Біографія випадкового чуда (uk) [« Biographie d'un miracle accidentel »] (Roman), Kharkiv, KSD,‎ 2012.
- (uk) Забуття (uk) [« Oubli »] (Roman), Lviv, Old Lion Publishing House,‎ 2016.
- (uk) MOX NOX (uk) [« Bientôt la nuit »] (Roman jeunesse), Lviv, Old Lion Publishing House, 2018.
- (uk) За такі гріхи Бог ще подякує [« Dieu vous remerciera pour ces péchés »] (Recueil de poèmes), Tchernivtsi, Meridian Chernovitz,‎ 2020.
- (uk) « Ukraina Stelo », dans МАЙБУТНЄ, ЯКОГО МИ ПРАГНЕМО [« L'avenir que nous désirons »] (Ouvrage collectif - collection d'essais), Kiev, Tempora,‎ 2020 (lire en ligne), p. 139-156[15].

### Œuvres en allemand
Tanja Maljartschuk a commencé à écrire en allemand en 2014. Elle est connue pour avoir remporté le Prix Ingeborg-Bachmann, l'un des prix les plus prestigieux de la littérature germanique, en 2018 et pour avoir publié le texte "Russland, mein Russland, wie liebe ich dich" dans le Frankfurter Allgemeine Zeitung, l'un des trois quotidiens les plus lus en Allemagne. Contrairement à ses écrits en langue ukrainienne, Tanja Maljartschuk écrit majoritairement de la non-fiction, lorsqu'elle écrit en allemand.
- (de) Frösche im Meer [« Grenouilles dans la mer »], Klagenfurt, 2018. Lu lors du marathon de lecture de 3 jours qui prend place durant les Journées de la littérature de langue allemande et à l’issue duquel elle a reçu le Prix Ingeborg-Bachmann[5].
- (de) Gleich geht die Geschichte weiter, wir atmen nur aus [« Bientôt, l'histoire continue, nous faisons juste une pause pour respirer »] (Essais), Cologne, Kiepenheuer & Witsch, 2022
- (de) Hier ist immer Gewalt. Hier ist immer Kampf : Klagenfurter Rede zur Literatur 2023 [« Ici, il y a toujours de la violence. Ici, il y a toujours de la lutte. »] (ill. Valentyna Pelykh), Klagenfurt, Edition Meerauge/Verlag Johannes Heyn, 2023. Discours prononcé lors de la cérémonie d'ouverture du Prix Ingeborg-Bachmann en 2023 à Klagenfurt[17].

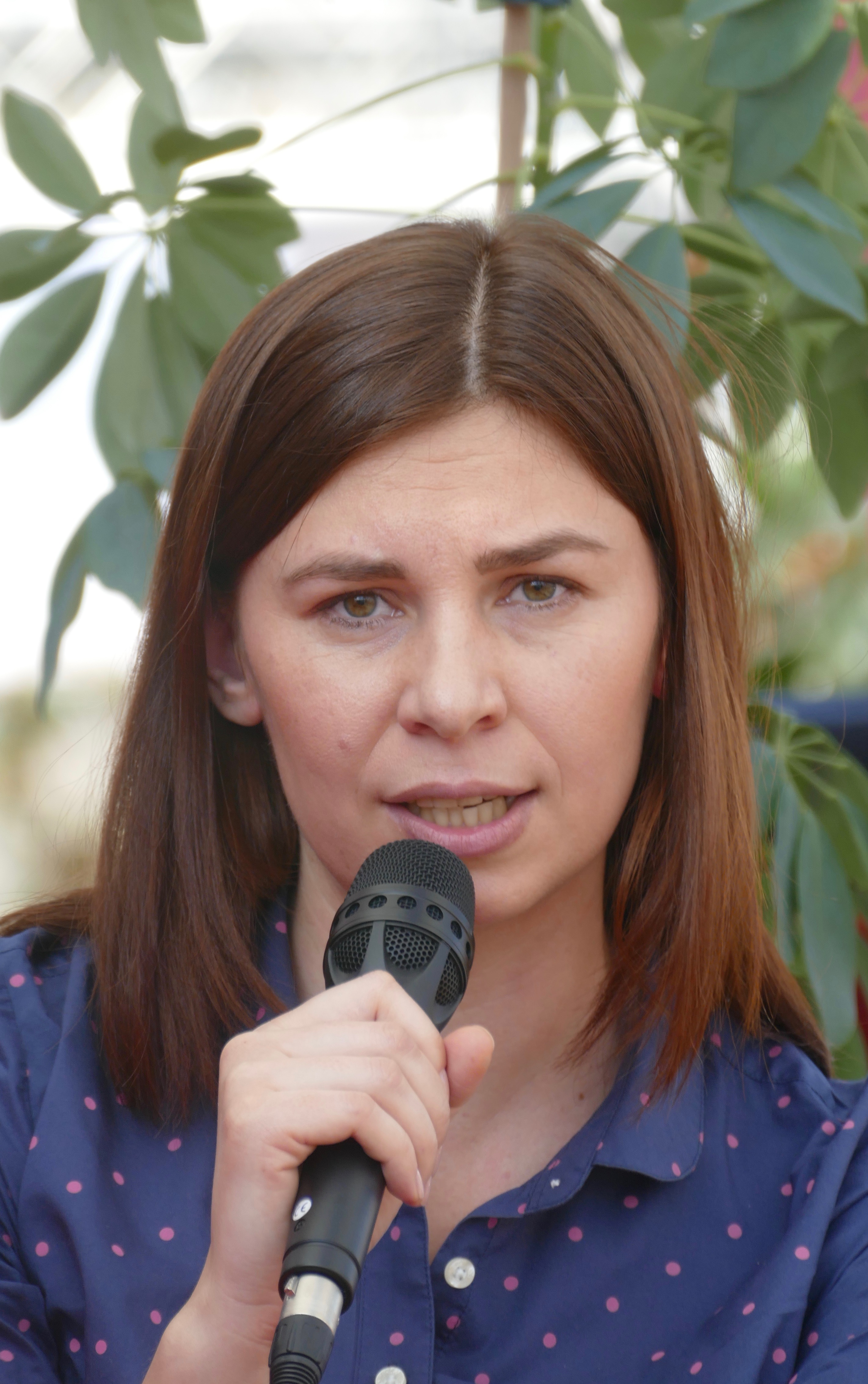
Tanja Maljartschuk 2019

## Prix
- 2013, « Kristal Vilenica-2013 » (Slovénie) pour la nouvelle Жінка і її риба (Une femme et son poisson)[1].
- 2013, Prix littéraire Joseph Conrad-Korzeniowski.
- 2016, Prix du livre de l'année 2016 de la BBC ukrainienne[18] pour son roman Забуття ("l'Oubli")[5]
- 2016, Lauréate du concours de littérature germanophone de Klagenfurt (Autriche)[1].
- 2018, Prix Ingeborg-Bachmann pour la nouvelle Frösche im Meer (Grenouilles dans la mer)[3].